# Geografia Bangladeshului
90% din suprafața Bangladeshului este reprezentată de o câmpie plană, cu altitudinea sub 9m , traversată de Gange=Ganga , Brahmaputra și Meghna , care se despletesc în numeroase brațe și canale. Acestea, alături de lacuri(,,bhils si ,,haors'' )și mlaștini conturează imaginea unui teritoriu adesea submers. Spre SE câmpia face loc unei zone muntoase ce domină orașul Chittagong (altitudinea maximă 1230 m- vârful Keokradong )iar spre N , unor dealuri joase acoperite cu plantații de ceai. Clima este tropical-musonică , temperaturile medii anuale depasind 20 de grade celsius ; precipitațiile abundente (1.300-5.100 mm/an )cad mai ales în perioada iunie-septembrie și provoacă mari inundații .Cicloanele care bântuie zona litorală au adesea efecte catastrofale . Vegetația este una luxuriantă , cu păduri dese , sălbatice, cu mangrove și cocotieri de-a lungul Golfului Bengal, iar fauna este variată și include elefanți, leoparzi, tigri bengalezi, bivoli, crocodili (gaviali ) și pitoni.